# Acidobacteria
Acidobacteria este o încrengătură de bacterii acidofile. Speciile sunt extrem de diverse din punct de vedere fiziologic și sunt răspândite în toate mediile, în special în sol, însă sunt puțin reprezentate în culturi.

## Caracteristici
Speciile din această încrengătură sunt diverse din punct de vedere fiziologic, și sunt răspândite în multe medii, inclusiv în sol, izvoare termale, oceane, peșteri și soluri contaminate cu metale. Multe acidobacterii sunt specii acidofile, inclusiv prima specie descrisă din acest filum, Acidobacterium capsulatum.